# Баштанник, Григорий Семёнович
Григорий Семёнович Баштанник (1914—1993) — советский работник сельского хозяйства. Герой Социалистического Труда.

## Биография
Родился в 1914 году.
Работал бригадиром тракторной бригады совхоза «Чапаевский» Запорожского района Запорожской области Украинской ССР. Центральная усадьба совхоза размещалась на территории села Михайловки.
Жил в с. Криничное Вольнянского района.
Умер в 1993 году.

## Награды
- Герой Социалистического Труда (1966).
- Награждён орденом Ленина и медалями СССР.